# Machaerirhynchus
A Machaerirhynchus a madarak osztályának verébalakúak (Passeriformes) rendjébe és a császárlégykapó-félék (Monarchidae) családjába tartozó nem.

## Rendszerezés
A nembe az alábbi 2 faj tartozik:
- feketemellű csónakcsőrű-légykapó (Machaerirhynchus nigripectus)
- sárgamellű csónakcsőrű-légykapó (Machaerirhynchus flaviventer)

## Külső hivatkozás
- Képek az interneten a nembe tartozó fajokról